# Mordfall Julia Hose
Der Mordfall Julia Hose war der Mord an einer Achtjährigen aus Rodheim-Bieber in der Gemeinde Biebertal im Landkreis Gießen in Mittelhessen. Ein Mann aus der Nachbarschaft hatte das Mädchen 2001 entführt und vermutlich unmittelbar danach getötet.
Der Fall erregte nicht nur deutschlandweit großes Aufsehen und führte zu einer mit 52 Tagen vergleichsweise kurzen Ermittlung, die als „die vielleicht aufwändigste Fahndung der hessischen Nachkriegsgeschichte“ gilt. Als Täter wurde der in der Nachbarschaft des Kindes wohnende Thorsten V. ermittelt und zwei Jahre nach der Tat zu einer lebenslangen Freiheitsstrafe verurteilt. Die Beweisführung stützte sich ausschließlich auf kriminaltechnische und kriminalwissenschaftliche Methoden. Am Rande der Ermittlungen stieß das Verhalten einiger Medienvertreter auf scharfe Kritik. Außerdem löste der Fall eine breite öffentliche Diskussion über den Umgang mit Sexualstraftätern aus.

## Ablauf der Ereignisse
Am frühen Abend des 29. Juni 2001 (Freitag) verschwand die achtjährige Julia Hose aus ihrem Heimatort in Rodheim-Bieber. Das Kind wurde zuletzt um 18:00 Uhr in der Nähe des Spielplatzes gesehen. Es begann eine großangelegte Suchaktion, bei der 2000 Einsatzkräfte von Polizei, Feuerwehr und Rettungsdiensten in vier Tagen 30 km² Wald, Wiesen und landwirtschaftliche Flächen erfolglos absuchten. Am späten Abend des 3. Juli 2001 (Dienstag) meldete ein Radfahrer den Brand eines Holzstoßes in einem Waldstück nahe der Bundesstraße 45 in der Gemarkung Niddatal zwischen den Ortsteilen Kaichen und Ilbenstadt, etwa 50 Kilometer vom Ort des Verschwindens des Mädchens entfernt. Bei den Löscharbeiten am 4. Juli, kurz nach Mitternacht, fand die Feuerwehr Reste eines fast völlig verbrannten Leichnams, den Gerichtsmediziner am 5. Juli 2001 im Institut für Rechtsmedizin der Justus-Liebig-Universität Gießen durch DNA-Analyse als den des verschwundenen Kindes identifizierten. Er wurde am 11. Juli unter Teilnahme des damaligen hessischen Innenministers Volker Bouffier in seinem Heimatort beigesetzt.

## Ermittlungen
Aufgrund des hohen Hinweisaufkommens wurde beim Polizeipräsidium Gießen eine Sonderkommission eingerichtet. Sie wuchs im Laufe der Ermittlungen auf siebzig Mitarbeiter an. Bis zum Fund der Leiche gingen etwa 300 und danach noch mehrere tausend Hinweise ein, die jedoch zunächst keine heiße Spur enthielten. Eine routinemäßige Überprüfung der Alibis bekannter Sexualstraftäter ergab keine Anhaltspunkte.
Für Hinweise, die zur Ermittlung des Täters führen, setzte die Staatsanwaltschaft Gießen eine Belohnung von 50.000 DM aus, auf heute umgerechnet 39.543 Euro. Am 13. Juli 2001 wurde der Fall in der Sendung Aktenzeichen XY vorgestellt, worauf bei der Polizei über 100 weitere Hinweise eingingen.
Im Zuge der Umfeldermittlungen befragten Polizeibeamte routinemäßig auch den unweit der Familie Hose wohnenden Thorsten V., der zunächst – von seiner Ehefrau bestätigt – angab, am Abend der Tat zu Hause gewesen zu sein.

## Täterermittlung
Nach der Identifizierung des bei Kaichen gefundenen Leichnams konzentrierte sich die Spurensuche auch auf die Umgebung der Brandstelle. Eine Auswertung von rund 200 Filmen stationärer Geschwindigkeitsüberwachungsanlagen im Umfeld des Fundorts ergab, dass Thorsten V. am 3. Juli 2001 um 23:10 Uhr auf der Bundesstraße 45 in der Gemarkung Nidderau-Heldenbergen – in passender räumlicher und zeitlicher Entfernung zum Brandort – mit seinem Volkswagen gemessen und fotografiert worden war. Die Polizei befragte ihn dazu an seinem Arbeitsplatz. Er erklärte, sein Auto eingefahren zu haben. Spuren, die auf eine Nähe zu einem Brandort hindeuteten, fand die Polizei an ihm nicht.
Ein Spaziergänger entdeckte am 17. Juli 2001 an einem Feldweg blaue Stofffetzen, eine Wasserpistole, wie sie auch Julia bei sich gehabt hatte, eine leere Zigarettenschachtel und ein Paar weggeworfene Latexhandschuhe. Diese Fundstücke übergab er der Polizei in Friedberg (Hessen), die sie an das Hessische Landeskriminalamt in Wiesbaden übersandte. An den Handschuhen wurden DNA-Spuren gesichert, ferner befand sich an den Fundstücken eine Textilfaser.
Eine Auswertung von Mobilfunkverbindungsdaten ergab am 6. August, dass die Eheleute V. zum Zeitpunkt von Julias Verschwinden miteinander telefoniert hatten, die Mobiltelefone jedoch in unterschiedlichen Funkzellen des Mobilfunknetzes eingebucht waren. Dies stand im Widerspruch zum Alibi des Ehemannes.
Für das Wohnhaus des nunmehr Verdächtigen erwirkte die Staatsanwaltschaft einen Durchsuchungsbeschluss. Bevor dieser vollstreckt werden konnte, kam es am 6. August 2001 im Keller des Hauses zu einer schweren Verpuffung von Benzindämpfen, bei der Thorsten V. lebensgefährliche Verbrennungen erlitt. Bei der Hausdurchsuchung schlugen Leichenspürhunde trotz der Brandschäden im Keller an. Die am 17. Juli bei Friedberg gefundenen blauen Stofffetzen konnten Stoffresten im Haus und passgenau einem Kissen im Haus des Verdächtigen zugeordnet werden. Auf einem 40 m² großen Teppich aus dem Keller konnte trotz des Brandes noch eine 0,05 mm² große Blutspur des Opfers festgestellt werden. Die aufgefundene Zigarettenschachtel war von der Marke, die auch V. bevorzugte. Die DNA-Spuren an den Latexhandschuhen wurden V. zugeordnet.

## Tathergang
Nach dem Urteil des Landgerichts Gießen lockte der zur Tatzeit 33 Jahre alte Thorsten V. das Kind am frühen Abend des 29. Juni 2001 in den Keller seines Hauses, wo er es mit Handschellen fesselte und anschließend tötete. Am späten Abend des 3. Juli verbrannte er den Leichnam auf einem Holzstoß im Wald bei Kaichen. Die Brennholzmenge wäre ausreichend gewesen, um bei ungehindertem Abbrand die Überreste vollständig einzuäschern und unauffindbar zu machen. Handschuhe und Stoffreste warf er auf einem Feldweg bei Friedberg aus dem Fahrzeug. Während der Fahrt wurde er bei Heldenbergen wegen eines Geschwindigkeitsverstoßes mit seinem Fahrzeug fotografisch erfasst.
In der Zeit nach der Tat unternahm V. Anstrengungen, um Spuren zu beseitigen. Die Nachrichtenseite „stern.de“ berichtete, er habe seinen Pkw einer gründlichen Reinigung unterzogen und die Fußmatten ausgetauscht. Am 6. August versuchte V., in seinem Keller mit Benzin weitere Spuren zu beseitigen, wobei sich Dämpfe entzündeten und ihn am ganzen Körper dauerhaft schwer verbrannten. Er wurde in eine Spezialabteilung im Universitätsklinikum Köln eingeliefert. 80 Prozent seiner Hautoberfläche waren verbrannt.

## Prozess
Am 21. August 2001 erwachte V. aus dem Koma, gegen ihn erging Haftbefehl. Er galt nunmehr als vernehmungsfähig, machte jedoch zu keinem Zeitpunkt Angaben zur Tat. Am 20. März 2002 erhob die Staatsanwaltschaft Gießen Anklage. Ein medizinisches Gutachten vom 7. August 2002 bestätigte die Verhandlungsfähigkeit des Beschuldigten, so dass der Prozess vor dem Landgericht Gießen am 6. November 2002 beginnen konnte. V., der in einem Spezialrollstuhl saß, äußerte sich weiterhin nicht zu den gegen ihn erhobenen Vorwürfen. Am ersten Verhandlungstag verlas sein Verteidiger eine Erklärung, in welcher er die Tat bestritt. Der Staatsanwalt führte in seinem Plädoyer aus, der Angeklagte sei eine alkoholbedingt enthemmte Persönlichkeit, habe permanent harte Pornografie konsumiert und sei von der Realität enttäuscht. Die Tötung von Kindern sei Teil seiner Fantasien gewesen. Zur Verdeckung des vorherigen Sexualdeliktes habe er das Kind erschlagen. Die Feststellung einer besonderen Schwere der Schuld beantragte der Staatsanwalt nicht, im Hinblick auf die schweren Brandverletzungen, die sich V. beim Beseitigen von Spuren zugezogen hatte. Der Verteidiger hingegen forderte Freispruch aus Mangel an Beweisen. Zwar sei die Beteiligung seines Mandanten an der Tat möglich, es gebe aber keine Tatzeugen und „keinen unmittelbaren, objektiven, zwingenden Sachbeweis.“ Am 20. Mai 2003 wurde Thorsten V. wegen Mordes in Tateinheit mit versuchter sexueller Nötigung zu einer lebenslangen Freiheitsstrafe verurteilt. Das Gericht sah es als erwiesen an, dass er das Mädchen in seinen Keller gelockt habe, um es sexuell zu missbrauchen. Anschließend habe er Julia getötet, wobei ein vollendetes Sexualdelikt allerdings nicht mehr festzustellen sei. Zur Motivlage stützten sich die Richter auf Erkenntnisse zur Persönlichkeit des Angeklagten und auf in seiner Wohnung gefundenes pornografisches Material. V. sei „in hohem Maße sexualisiert“. Dass er die an der Leiche gefundenen Handschellen dem Opfer erst nach dessen Tod angelegt habe, bezeichnete der vorsitzende Richter als „eher lebensfremd“. Es könne, „wenn man die Umstände sieht, nicht zweifelhaft sein, dass der Angeklagte die Tat begangen hat.“ Die öffentlichen Reaktionen auf das Urteil waren überwiegend positiv, vereinzelt wurden jedoch auch Zweifel an der Schlüssigkeit der Beweisführung, insbesondere zur Motivlage, geäußert.

## Person des Täters
Thorsten V. hatte nach dem Abitur zunächst ein Studium begonnen, dieses aber abgebrochen und stattdessen eine kaufmännische Ausbildung absolviert. Er war verheiratet und Vater einer zur Tatzeit ca. 6 Monate alten Tochter. Erst im März 2001 war er mit seiner Familie nach Biebertal gezogen. Es bestanden keine polizeilichen Erkenntnisse über ihn. V. war bei der Finanzbuchhaltung der Justus-Liebig-Universität im nahegelegenen Gießen angestellt. In seiner Freizeit interessierte er sich sehr für Autos und informierte sich häufig bei Autohändlern über neue Entwicklungen.
Der als „Prototyp des braven Durchschnittsbürgers“ charakterisierte V. war dem Alkohol zugeneigt. Bekannte sagten vor Gericht aus, er sei unter Alkoholeinfluss stets zunächst agitiert, manchmal auch aggressiv gewesen. Am Tattag hatte er nach Feierabend begonnen, Alkohol zu trinken, zunächst an einer Waschanlage, dann in einer Gaststätte in Gießen, wo er Bier und Jägermeister konsumierte. Gegen 17:35 Uhr kam V., merklich alkoholisiert, in Rodheim-Bieber an. Zur Tatzeit könnte er eine Blutalkoholkonzentration von bis zu 1,4 Promille gehabt haben. Am Tag nach der Tat sagte V. auf der Straße vor laufender Kamera, dass er als Familienvater sehr bestürzt über das Verschwinden des Kindes sei. Nach der Tat plante er offenbar einen erneuten Umzug. Er ließ sich von einer Bank ein Kaufangebot für ein Wohnhaus in Großen-Linden unterbreiten. V. wurde bei der Verpuffung am ganzen Körper stark verbrannt und dauerhaft entstellt. Er starb am 20. März 2022 in einem Krankenhaus in Wetzlar, ohne jemals aus der Haft entlassen worden zu sein.

## Reaktionen

### Politische Debatte
Die Tat beeinflusste maßgeblich die breite öffentliche Diskussion um Verschärfungen in Strafmaß und Maßregelvollzug bei Sexualstraftaten zum Nachteil von Kindern. Zur Tat äußerte sich auch Bundeskanzler Gerhard Schröder am 8. Juli 2001 gegenüber Bild am Sonntag. Er erklärte, er komme immer mehr zu der Überzeugung, dass erwachsene Männer, die sich an kleinen Mädchen vergingen, nicht therapierbar seien. Dabei sagte er den oft und auch Jahre nach der Tat zitierten Satz: „Deswegen kann es da nur eine Lösung geben: wegschließen - und zwar für immer.“ Im Mordfall Julia Hose forderte Schröder höchste Anstrengungen, um den Täter schnellstmöglich zu fassen und mit aller Härte abzuurteilen. „Wer sich so außerhalb der menschlichen Gemeinschaft stellt, für den kann es nur die Höchststrafe geben.“ Die Äußerung Schröders sowie Forderungen nach Strafverschärfungen wurden kontrovers diskutiert. Die frühere Justizministerin Sabine Leutheusser-Schnarrenberger (FDP) wies Schröders Forderung zurück. Volker Beck von der Partei Bündnis 90/Die Grünen erklärte, er sehe keinen Bedarf an einer Gesetzesänderung. Zustimmend äußerte sich dagegen der bayerische Justizminister Manfred Weiß (CSU). Daraus entwickelte sich eine anhaltende Debatte, die sich um Maßnahmen wie Einführung einer Sexualstraftäterkartei, Speicherung genetischer Fingerabdrücke sowie Anwendung und Ausdehnung der Sicherungsverwahrung besonders gefährlicher Straftäter drehte.

### Verhalten der Presse
Von Angehörigen und Nachbarn des Opfers wurde das Verhalten einiger Pressevertreter als aufdringlich und rücksichtslos wahrgenommen. Bei einer Pressekonferenz am 4. Juli 2001 beschwor ein Familienangehöriger die Presse eindringlich, von weiteren Vorsprachen bei den Eltern Julias abzusehen. Trotzdem erschienen Presse und Kamerateams bei den Eltern und der Großmutter des Kindes.

### Mediale Rezeption
Bei der Berichterstattung über vergleichbare Kriminalfälle wurde wiederholt auf den Mordfall Julia Hose Bezug genommen.
Der Hessische Rundfunk sendete am 26. April 2015 im hr-fernsehen eine Dokumentation, in der unter anderem der damalige Leiter der Sonderkommission über den Fall berichtete. Der Hessische Rundfunk bezeichnete die Tat dabei als ein Verbrechen, „welches bis heute viele Menschen in der Region und in ganz Hessen beschäftigt.“
In der ARD-Mediathek ist seit 28. März 2022 die 3-teilige ARD Crime Time Dokumentation „Auf den Spuren von Julias Mörder“ abrufbar.
Anlässlich der Versetzung des vorsitzenden Richters in den Ruhestand schrieb der Gießener Anzeiger im Oktober 2015, dieses Verfahren sei das „medienwirksamste, spektakulärste und wohl auch prozessual anspruchsvollste“ in der Laufbahn des Richters gewesen.
Der Fall wurde auch in einer Folge der RTL-Serie Anwälte der Toten gezeigt (Staffel 4, Folge 13 "Der Scheiterhaufen/Unfall oder Mord").